# Coupe Forconi de football
 (avril 2017).
Si vous disposez d'ouvrages ou d'articles de référence ou si vous connaissez des sites web de qualité traitant du thème abordé ici, merci de compléter l'article en donnant les références utiles à sa vérifiabilité et en les liant à la section « Notes et références ».

Équipe du Football Club Blida vainqueur de Coupe Forconi de football (1951-1952)

La Coupe Forconi de football ou Coupe Edmond Forconi est une compétition de football, organisée de 1942 à 1962, ouverte à tous les clubs affiliés à la Ligue d'Alger de Football Association. Elle fait suite au "Challenge Plantier" ou Coupe départementale d'Alger organisée depuis l'année 1923 dans le but de soutenir le développement du football algérois. De niveau régional car concernant tout le département d'Alger, cette compétition permet de déterminer les clubs qualifiés de la région pour la Coupe d'Afrique du Nord de football, compétition inter-régionale.  
Cette compétition, qui succède à d'autres coupes départementales de la même ligue, se déroule durant presque deux décennies. Ses éditions sont jumelés avec les qualifications pour la Coupe d'Afrique du Nord et résiste à l'engouement que suscite après 1957 l'autorisation des clubs nord-africains à disputer la Coupe de France de football, de même que la Coupe d'Algérie en 1957. Finalement cette coupe disparaît en 1962 avec l'indépendance de l'Algérie.

## Historique

### Création
Si cette Coupe Départementale de la Ligue d’Alger porte en sous titre le nom de Forconi, c'est à la mémoire d’Edmond Forconi, un ex joueur et dirigeant du Gallia Sports Alger. Ce dernier, après avoir été l'un des plus brillants représentants du football algérois, devint journaliste et fonda les "Sports Maurétanie" un quotidien sportif.
Devenu vice-Président de la Ligue d’Alger de football à la fin de sa vie, Edmond Forconi décéda des suites d'une infection respiratoire, contracté par des gaz durant la guerre. Un mémorial fut construit en son honneur et plusieurs trophées sportifs nord-africains portèrent son nom en son hommage dont cette coupe départementale.

## Finales
| N°                                                | Édition   | Date               | Vainqueur            | Score                 | Finaliste                  | Lieu de la finale                   |
| ------------------------------------------------- | --------- | ------------------ | -------------------- | --------------------- | -------------------------- | ----------------------------------- |
| Coupe Départementale d'Alger "Challenge Plantier" |           |                    |                      |                       |                            |                                     |
|                                                   | 1923-1924 | 5 octobre 1924     | US Blida             | Tournoi               | AS Saint-Eugène            | Stade Municipal de Blida            |
|                                                   | 1924-1925 | 17 mai 1925,       | US Blida             | 2 - 1                 | E Bab-El-Oued              | Stade Municipal de Blida            |
|                                                   | 1925-1926 | 6 juin 1926        | GS Alger             | 3 - 2 a.p             | FC Blida                   | Stade Municipal d'Alger             |
| Coupe de la Municipalité                          |           |                    |                      |                       |                            |                                     |
|                                                   | 1924-1925 | 28 septembre 1924  | RC Alger             | 2 - 1                 | Gallia-Sports              | Stade Municipal d'Alger             |
|                                                   | 1925-1926 | 27 septembre 1925  | RC Alger             | 3 - 0                 | E Bab-El-Oued              | Stade Municipal d'Alger             |
|                                                   | 1926-1927 | 26 septembre 1926  | RC Alger             | 1 - 1 (6 corners à 3) | Stade Algérois             | Stade Municipal d'Alger             |
|                                                   | 1927-1928 | 25 septembre 1927  | AS Montpensier       | 3 - 2                 | RU Alger                   | Stade Municipal d'Alger             |
|                                                   | 1928-1929 | 23 septembre 1928  | GS Alger             | 3 - 0                 | WSM Alger                  | Stade Municipal d'Alger             |
|                                                   | 1929-1930 | 29 septembre 1929, | RU Alger             | 3 - 0                 | Alger-La-Blanche Olympique | Stade B                             |
|                                                   | 1930-1931 |                    | GS Alger             | -                     | Stade Algérois             |                                     |
|                                                   | 1931-1932 | 19 juin 1932       | GS Alger             | 1 - 0                 | MC Alger                   | Stade de Caroubier                  |
|                                                   | 1932-1933 |                    |                      | -                     |                            |                                     |
|                                                   | 1933-1934 | 23 septembre 1934  | Stade Algérois       | 2 - 1                 | RAS Algérois               | Stade Municipal d'Alger             |
|                                                   | 1934-1935 |                    |                      | -                     |                            |                                     |
|                                                   | 1935-1936 |                    |                      | -                     |                            |                                     |
|                                                   | 1936-1937 |                    |                      | -                     |                            |                                     |
|                                                   | 1937-1938 |                    |                      | -                     |                            |                                     |
|                                                   | 1938-1939 |                    |                      | -                     |                            |                                     |
| Coupe de La Ligue d'Alger                         |           |                    |                      |                       |                            |                                     |
|                                                   | 1939-1940 | 9 juin 1940        | RU Alger             | 2 - 1                 | MC Alger                   | Stade Municipal d'Alger             |
|                                                   | 1940-1941 | 4 mai 1941         | RU Alger             | 4 - 1                 | RC Maison Carrée           | Stade Municipal d'Alger             |
|                                                   | 1941-1942 |                    |                      |                       |                            |                                     |
| Coupe Edmond Forconi                              |           |                    |                      |                       |                            |                                     |
|                                                   | 1942-1943 | 1 mai 1943         | AS Saint-Eugène (1)  | 2 - 1                 | RS Alger                   | Stade Municipal d'Alger             |
|                                                   | 1943-1944 |                    |                      |                       |                            |                                     |
|                                                   | 1944-1945 | 4 février 1945     | USM Blida (1)        | 1 - 0                 | RS Alger                   | Stade Municipal d'Alger             |
|                                                   | 1945-1946 | 11 mai 1946        | FC Blida (1)         | 1 - 0                 | GS Alger                   | Stade Municipal d'Alger             |
|                                                   | 1946-1947 | 31 mai 1947        | RS Alger (1)         | 2 - 1                 | O Hussein Dey              | Stade Communal de Saint-Eugène      |
|                                                   | 1947-1948 | 3 juin 1948        | MC Alger (1)         | 5 - 3 a.p             | AS Saint-Eugène            | Stade Communal de Saint-Eugène      |
|                                                   | 1948-1949 | 29 mai 1949        | GS Alger (1)         | 1 - 1 a.p (1er But)   | O Hussein Dey              | Stade Communal de Saint-Eugène      |
|                                                   | 1949-1950 | 18 juin 1950       | O Hussein Dey (1)    | 2 - 0                 | FC Blida                   | Stade Communal de Saint-Eugène      |
|                                                   | 1950-1951 | 3 juin 1951        | MC Alger (2)         | 3 - 2 a.p             | AS Saint-Eugène            | Stade Communal de Saint-Eugène      |
|                                                   | 1951-1952 | 15 juin 1952       | FC Blida (2)         | 3 - 1                 | MC Alger                   | Stade Communal de Saint-Eugène      |
|                                                   | 1952-1953 | 14 juin 1953       | RC Maison Carrée (1) | 4 - 2                 | FC Blida                   | Stade Communal de Saint-Eugène      |
|                                                   | 1953-1954 | 16 mai 1954        | FC Blida (3)         | 2 - 1                 | O Hussein Dey              | Stade des Quinconces, (Boufarik     |
|                                                   | 1954-1955 | 31 mars 1955       | AS Saint-Eugène (2)  | 2 - 1                 | RS Alger                   |                                     |
|                                                   | 1955-1956 | 29 avril 1956      | RC Maison Carrée (2) | 4 - 0                 | SCU El Biar                |                                     |
|                                                   | 1956-1957 | 2 juin 1957        | FC Blida (4)         | 1 - 0                 | RC Maison Carrée           | Stade des Quinconces, (Boufarik)    |
|                                                   | 1957-1958 | 26 mai 1958        | O Hussein Dey (2)    | 3 - 1                 | RU Alger                   |                                     |
|                                                   | 1958-1959 | 7 mai 1959         | GS Alger (2)         | 3 - 1 a.p             | GS Orléansville            | Stade Municipal d'El Biar (El Biar) |
|                                                   | 1959-1960 | 12 juin 1960       | GS Alger (3)         | 3 - 1                 | RU Alger                   | Stade Communal de Saint-Eugène      |
|                                                   | 1960-1961 | 1960-1961          | RC Maison Carrée (3) | 4 - 2                 | FC Blida                   |                                     |
|                                                   | 1961-1962 | 1961-1962          |                      | édition interrompu    |                            |                                     |

## Palmarès
| R | Clubs            | T | Années                   | F | Années             |
| - | ---------------- | - | ------------------------ | - | ------------------ |
| 1 | FC Blida         | 4 | 1946, 1952, 1954 et 1957 | 2 | 1950, 1953         |
| 2 | RC Maison Carrée | 3 | 1953, 1956 et 1961       | 2 | 1954 et 1957       |
| 3 | GS Alger         | 3 | 1949, 1959 et 1960       | 1 | 1946               |
| 4 | O Hussein Dey    | 2 | 1950 et 1958             | 1 | 1947               |
| 5 | AS Saint-Eugène  | 2 | 1943 et 1955             | 3 | 1948, 1949 et 1951 |
| 6 | MC Alger         | 2 | 1948 et 1951             | 1 | 1952               |
| 7 | RS Alger         | 1 | 1947                     | 3 | 1943, 1945 et 1955 |
| 8 | USM Blida        | 1 | 1945                     | 0 | -                  |

| R  | Clubs           | F | Années             |
| -- | --------------- | - | ------------------ |
| 9  | RU Alger        | 3 | 1953, 1958 et 1960 |
| 10 | SCU El Biar     | 1 | 1956               |
| 11 | GS Orléansville | 1 | 1959               |